# Клейнкранц
Клейнкранц (англ. Kleinkrantz) — поселення в районі Еден, Західна Капська провінція, ПАР. Розташоване на схід від Джорджа, на березі Індійського океану.
Засноване 1985 року урядом ПАР для розміщення бідних родин, проте побудовані будинки заселили переважно заможні громадяни, а малозабезпечені оселилися в дерев'яних будівлях поблизу. На початок 2020-х років у Клейнкранці є 10 будинків вищого класу, 200 будинків для родин з середнім та низьким доходом, а також 100 родин живуть у самозабудованому районі без соціальної інфраструктури.
Через поселення пролягає дорога та смуга лісів уздовж узбережжя, яка пов'язує Джордж з Книсною — Гарден-Рут (укр. Садовий маршрут). У 2020 році приватна компанія запланувала забудувати значну частину цієї зеленої зони навколо Клейнкранца елітними готелями, що викликало спротив місцевого населення.